# Astronium glaziovii
Astronium glaziovii är en sumakväxtart som beskrevs av Mattick. Astronium glaziovii ingår i släktet Astronium och familjen sumakväxter. Inga underarter finns listade i Catalogue of Life.